# Route nationale 709
Die Route nationale 709, kurz N 709 oder RN 709, war eine französische Nationalstraße, die von 1933 bis 1973 in zwei Abschnitten zwischen Montmoreau-Saint-Cybard und Bergerac verlief. Ihre Gesamtlänge betrug 79 Kilometer.